# Lacón con grelos
Le lacón con grelos est une plat de viande typique de la cuisine galicienne, Espagne. C'est l'un des plats les plus représentatifs de la gastronomie de cette communauté autonome,. Il s'agit de lacón (patte avant du porc) cuit, chorizo, pommes de terre (cachelos) et légumes, principalement le grelo.

## Histoire
Dans ses débuts, le lacón con grelos se consommait pendant la célébration du carnaval, la meilleure période pour les grelos. Actuellement, on peut le trouver dans les meilleurs restaurants de la Galice et du reste de l'Espagne. Il rappelle dans quelques aspects la cuisine allemande (épaule du porc).

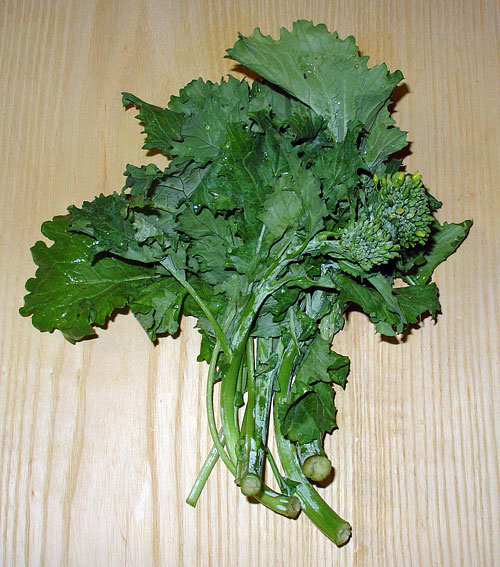
Grelo de l'espèce Brassica rapa, du groupe Ruvo.

## Élaboration
Ses principaux ingrédients sont le lacón (du latin lacca), produit dérivé du cochon, résultant du procès de salaison de ses extrémités avant et les grelos (brocoli-rave), au bout desquels apparaissent des fleurs. Leur apparence est celle d'une tige plus ou moins grosse (pouvant atteindre l'épaisseur du pouce) dont sortent quelques feuilles et, au bout, les fleurs. D'habitude, on accompagne l'assiette avec du chorizo et des cachelos et dans son élaboration se réalise la cuisson de tous les ingrédients[pas clair].